# Krashen
Pour le linguiste, voir Stephen Krashen.
Krashen (en arménien Կրաշեն) est une communauté rurale du marz de Shirak en Arménie. En 2008, elle compte 272 habitants.